# Masalia epimethea
Masalia epimethea là một loài bướm đêm trong họ Noctuidae.